# Zámrsky
Zámrsky (in tedesco Zamrsk) è un comune della Repubblica Ceca facente parte del distretto di Přerov, nella regione di Olomouc.